# Нич, Казимир
Казимир Игнаци Нич (пол. Kazimierz Ignacy Nitsch; 1 февраля 1874, Краков — 26 сентября 1958, там же) — польский языковед, славист, диалектолог. Основал Общество любителей польского языка и редактировал журнал этого общества «Польский язык». В 1901 году начал диалектологические исследования в Кашубском Поморье.

## Биография
Был профессором Ягеллонского и Львовского университетов. Являлся членом Польской академии знаний (с 1911 г. член-корреспондент, с 1924 г. действительный член), Польской академии наук, (с 1952 г. — действительный член), Варшавского научного общества (с 1932 г.). В 1946—1952 гг. исполнял обязанности президента Польской академии знаний, в 1952—1957 гг. был вице-президентом Польской академии наук.
После Второй мировой войны участвовал в работе Комиссии по установлению наименований местностей, которая занималась переименованием географических объектов и населённых пунктов на Возвращённых землях.
Был женат на Анеле Грушецкой, писательнице, дочери Артура Грушецкого, писателя и публициста. Двоюродным братом Казимира был Роман Нич, микробиолог, член Польской академии знаний.

## Некоторые труды Нича
- Mowa ludu polskiego (1911)
- Dialekty języka polskiego (1915, дополненные издания 1923 и 1958 годов)
- Atlas językowy polskiego Podkarpacia (1934, совместно с Мечиславом Малецким)